# アレクサンドル・ザバロフ
アレクサンドル・ザバロフ（Oleksandr Zavarov, 1961年4月26日 - ）は、ウクライナ・ルハーンシク出身の元サッカー選手で指導者。現役時代のポジションは攻撃的MF。

## 経歴
FCディナモ・キーウでは、UEFAカップウィナーズカップの優勝に貢献した。その活躍から1988年にはセリエAの名門ユヴェントスFCに移籍して10番を背負ったが、デビュー戦でいきなりオウンゴールを記録し更に負傷、その後もイタリアに適応出来ず、真価を発揮出来ないままベンチスタートになる試合もあった 。その後フランスのASナンシーで5シーズンプレーした。
代表チームでは、1986年のメキシコワールドカップ、1990年のイタリアワールドカップに出場、イタリア大会ではカメルーンとの対戦で1得点を記録している。また1988年度のヨーロッパ選手権で決勝に進出したが、オランダに敗れて準優勝となった。

## タイトル
ディナモ・キエフ
- ソビエト連邦サッカーリーグ 1985, 86
- カップウィナーズカップ : 1985-86

ユヴェントス
- UEFAカップ : 1989-90
- コッパ・イタリア : 1989-90

ソビエト
- 欧州選手権 : 1988 (準優勝)